# Rue François-Simon
Pour les articles homonymes, voir François Simon.
La rue François-Simon est une voie marseillaise située dans les 3e et 4e arrondissements de Marseille. 

## Situation et accès
La rue démarre à l’intersection avec la rue Jobin située au cœur du quartier de la Belle de Mai. Elle entame une longue montée, passe au-dessus des voies ferrées issues de la gare de Marseille-Saint-Charles et se termine à l’entrée du quartier des Chutes-Lavie, rue Pautrier, boulevard Barbier et impasse Barbier.

## Origine du nom
La rue doit son nom à François Simon (1818-1896), peintre français, né et décédé à Marseille.

## Bâtiments remarquables et lieux de mémoire
- Au numéro 12 se trouve l’entrée nord de la friche Belle de Mai.
- Au numéro 23 se trouvent les Villages-Clubs du Soleil, complexe touristique ouvert en 2017 en remplacement de l’ancienne maternité qui occupait les lieux de 1920 à 1996[2].